# WEB Větrná Energie
WEB Větrná Energie (někdy zapisováno ve tvaru W.E.B. Větrná Energie) je společnost podnikající v oblasti výroby elektrické energie z alternativních zdrojů, a to z větrných elektráren. V České republice provozuje větrný park na jižní Moravě u obce Břežany na Znojemsku. Další větrný park plánovala obec zbudovat na opačném konci republiky, v Libereckém kraji, a to v tamním Frýdlantském výběžku. Rozkládat se měl na území obcí Horní Řasnice, Dolní Řasnice a Krásný Les. Společnost ho nazvala „Větrný park Řasnice“. Hornořasničtí občané sice projekt v místním referendu konaném roku 2023 souběžně s prezidentskými volbami odmítli, nicméně spolupráce ve zbylých dvou zdejších obcích na výstavbě větrných elektráren trvá. Roku 2023 zvažovala společnost výstavbu větrných elektráren u obce Nadějov v kraji Vysočina.